# История курдского языка
Исто́рия ку́рдского языка́ берёт своё начало в античное время, но первые известные письменные памятники на этом языке появились в Раннее Средневековье.
Курдский язык — второй по распространённости западноиранский язык (после персидского), входящих в индоиранскую ветвь индоевропейской семьи.

## Ранняя история

### Периоды развития
- Мидийский язык (IV век до н.э. — I век н.э.);
- Старокурдский язык (II век н.э. — IX век н.э.);
- Современный курдский (с X века н.э.);

Курдский язык развился в античное время по одним данным из мидийско-парфянских диалектов, а по другим появился на базе мидийского языка. Диалекты мидийского и парфянского языков были близкородственными и взаимно влияли друг на друга. После арабских завоеваний Курдистана курдский язык начал принимать множество арабских слов и стал записываться арабским письмом.
Во время своего пребывания в Дамаске, историк арабского происхождения Ибн Вахшия наткнулся на две книги по сельскому хозяйству, написанные на курдском языке и перевёл обе книги на арабский.
Одним из самых ранних курдских религиозных текстов является «Черная книга», священная книга езидской веры. Считается, что она была написана примерно в XIII веке нашей эры Хасаном ибн Ади, был родственником шейха Ади ибн Мусафира, основателя езидизма. В нем содержится рассказ о сотворении мира, происхождении человека, истории Адама и Евы и основные заветы езидской веры.

## Современная история
С XV по XVII века курдские поэты и писатели создали курдский литературный язык, среди них Али Харири, Ахмад Хани, Малая Джазири и Факи Тайран.
В Средние века курдский язык подвергся значительному влиянию персидского и арабского языков, имеются также заимствования из турецкого языка. Диалекты курманджи и сорани появились из-за того, что территории Курдистана в Средневековье были разделены между Османской Империей и Персией. В XXI веке снова оказались разделены, но уже на четыре государства (Турция, Ирак, Иран, Сирия), вследствие чего развитие и регулирование курдского языка затрудняется. Современные курдские идиомы также сохраняют близость с другими языками: сорани — с арабским, башури (калхори, лаки) — с персидским.
Курманджи содержит меньше фонетических и морфологических инноваций, чем сорани и башури. Именно различия в морфологии затрудняет взаимопонимание северных и центральных курдов, при схожих фонетике и корневом составе, что связано с морфологической перестройкой, которой подверглись в Средние века большинство иранских языков.

Филип Г. Крейенбрук, эксперт, написавший в 1992 году, говорит:
С 1932 года большинство курдов использовали римскую письменность для написания курманджи, а сорани обычно пишется адаптированной формой арабского письма…. Причинами для описания курманджи и сорани как «диалектов» одного языка являются их общее происхождение и тот факт, что это употребление отражает чувство этнической идентичности и единства среди курдов. Однако с лингвистической или, по крайней мере, грамматической точки зрения курманджи и сорани отличаются друг от друга так же сильно, как английский и немецкий, и, по-видимому, было бы уместно называть их языками. Например, у сорани нет ни пола, ни падежных окончаний, в то время как у курманджи есть и то, и другое. Но различия в словарном запасе и произношении не так велики, как между немецким и английским языками, и намного более схожи, представляя диалектное произношение. 
Носители курманджи (северный диалект) сорани (центральный диалект) и зазаки (дымлийский диалект), помимо самоназвания «корд» («кырд»), используют и «кормандж» («кырмандж»). Связано это с тем, что все эти идиомы произошли от одного близкого (недавного) корня, чьи предки издавна называли себя данным названием. Считается, что южные племенные разновидности курдского языка появились в Высокое Средневековье, либо в Позднее Средневековье. Носители горанского и южных диалектов, обладают самоназванием просто «корд». Но зазаки не всегда классифицируют как один из курдских диалектов, а перечисляют как отдельный северо-западный иранский язык, как и горанский диалект. Но, многие лингвисты относят зазаки и горани к разновидностям курдского языка. На всех этих двух идиомах говорят этнические курды, особенно зазаки используется несколькими миллионами курдов. На практике, носитель южного диалекта сможет на том или ином уровне понять носителя центрального, но с носителем северного взаимопонимание будет уже затруднено. А взаимопонимание с диалектами калхори и лаки или файли является хорошим, вместе они образуют южнокурдское наречие курдского языка. Это означает, что все диалекты вместе образуют большой диалектным континуум, распространённый на территории всего Курдистана и в соседних от него регионах.
После турецкого государственного переворота 1980 года и до 1991 года использование курдского языка было незаконным в Турции.
На данный момент, курдский язык является государственным языком Ирака, наряду с арабским. Ирак — это единственная страна, в которой курдский язык пользуется официальными правами в течение последних нескольких десятилетий. Курдские средства массовой информации в Ираке резко выросли в 1990-е годы. Курдский язык широко используется в средствах массовой информации и образовании в Южном Курдистане. Семь из 10 ведущих телеканалов, просматриваемых иракскими курдами, являются станциями на курдском языке, а использование арабского языка в школах Курдистана снизилось настолько, что количество иракских курдов, свободно говорящих по-арабски, значительно сократилось за последние десятилетия. Но в Сирии публикация материалов на курдском языке запрещена, хотя этот запрет больше не применяется из-за гражданской войны в Сирии. В Иране, хотя он используется в некоторых местных средствах массовой информации и газетах, он не используется в государственных школах. В 2005 году 80 иранских курдов приняли участие в эксперименте и получили стипендии для обучения на курдском языке в Южном Курдистане. В Кыргызстане 96,21 % курдского населения говорит на курдском языке как на родном. В Казахстане соответствующий процент составляет 88,7 %.

### Литературный горани
В начале XVII века, князья курдской династии заключают соглашения с персидским шахом и курдские князья получают определённую автономию. Мир и стабильность позволяют развиваться городам, в которых писатели и поэты могут выражать себя. Горани становится языком двора, а затем общим литературным курдским языком в Южном Курдистане, который включал княжества Бабан и Соран .
Среди всех поэтов, писавших на горанском диалекте, можно выделить:
- Мастура Ардалан (1805—1848) — курдская поэтесса, историк и писательница.
- Мела Сейди Тавегози (1806—1882) — известный курдский поэт.

Горанская литература дало большое влияние курдской культуре, принеся вклад в поэзию курдского народа. Этот диалект был самой главной литературной нормой курдского языка.
Однако, с XVIII века началось постепенное снижение горани как литературного курдского языка и на его смену пришёл литературный сорани (центральная группа курдских диалектов). Сейчас он и является самой популярной разновидностью курдского языка в письменной форме, опережая даже курманджи (северная группа курдских диалектов), который является самым популярным лишь в устной форме.
Носители же горани, так же как и курды-заза, преимущественно считают себя курдами, а свой идиом — диалектом курдского языка и исповедуют религию Ахл-и Хакк.

### Литературный сорани
Самая старая письменная литература на сорани является Махдимам (книга Махди) 1762 года, написанный муллой Мухаммедом ибн уль-Хаджем. Таким образом, сорани возник как литературный язык только после упадка горанской разновидности курдского языка, который тоже используется некоторыми курдами.
В эпоху Бабана он стал важным литературным языком, и многие поэты писали на нем, несмотря на то, что владели ещё арабским и персидским языками. Когда династия Бабанов была свергнута в 1850 году, его золотая эра закончилась, и поэты покинули регион Сулеймания.
Сами носители называют себя курманджи и только лишь с появлением стандартизированной литературной нормы, в честь бывшего курдского эмирата Соран, он был назван «сорани».
А уже в 1903 году был опубликовал учебник для учащихся и список словаря для британского персонала в Курдистане. Также, в 1906 году был выпущен грамматический набросок курдского диалекта сорани на основе говора мукри, а в 1919 году была опубликована книга по грамматике, основанная на говоре Мехабада. Уже в 1958 году была опубликована практическая грамматика литературного сорани.

### Литературный курманджи
Многие известные курдские поэты, такие как Ахмад Хани (1650—1707) писали на этом диалекте. Курманджи также является распространённым диалектом среди курдов, исповедующих езидизм. Их молитвы написаны на севернокурдском идиоме.
Среди некоторых постсоветских езидов, то словом «эздики» используется для обозначения курманджи, чтобы отличать себя от остальных курдов. Игнорируя, тот факт, что их язык ничем не отличается от курманджи, а сами езиды являются частью курдского народа, составляя конфессиональную группу. Некоторые езиды пытались доказать, что эздики — независимый язык, включая утверждения, что это семитский язык. Это критиковалось как ни на чем не основанные слова без научной подоплеки.

## Письменность
У курдских языков нет единой письменности. Исторически курды использовали арабский алфавит. В 1920—1930-е годы в Турции и СССР были созданы латинизированные курдские алфавиты. В 1946 году алфавит советских курдов был переведён на кириллическую основу. Курды Ирака и Ирана записывают свои языки арабскими буквами.
Бывшие советские курды почти полностью перешли на латиницу. Вопрос о переходе на латиницу также постоянно поднимается в Иракском Курдистане.
Также, вероятно, существовала отдельная езидская курдская письменность на основе сирийского письма, на основе которой позже была создана современная езидская письменность.